# Георгий (Кравченко)
Архиепископ Георгий (в миру Валерий Николаевич Кравченко; род. 10 апреля 1971, Днепродзержинск, Украинская ССР) — архиерей РПЦЗ (Агафангела), архиепископ Кишинёвский и Молдовский.

## Биография
Родился 10 апреля 1971 года в городе Днепродзержинске в Днепропетровской области.
Окончил Одесскую духовную семинарию (когда именно не указано). Согласно информации на официальном сайте РПЦЗ(А) «Образование высшее, психолог» (что именно окончил и когда — не указано).
13 февраля 1993 года был пострижен в монашество с наречением имени Георгий в честь великомученика Георгия Победоносца.
28 февраля 1993 года митрополитом Одесским и Измаильским Агафангелом (Саввиным) в Успенском монастыре в городе Одессе был рукоположен в сан иеродиакона, а 10 апреля — в сан иеромонаха.
16 апреля 1999 года был возведён в достоинство игумена.
По отзыву митрополита Агафангела (Саввина): «Игумен Георгий (Кравченко) по карьерным соображениям стремился занять должность наместника Свято-Константино-Еленинского мужского монастыря города Измаила. Однако вопрос о его назначении даже не рассматривался, учитывая его слабое здоровье и неспособность к административной деятельности. Неудовлетворённые честолюбие и любоначалие подвигли его к переходу в РПЦЗ».
23 июля 2002 года, «узнав правду церковную», перешёл в клир Одесско-Таврической епархии Русской православной церкви заграницей.
Был участником IV Всезарубежного Собора РПЦЗ, проходившего 7—19 мая 2006 года.
В мае 2007 года не признал Акта о восстановлении канонического общения между Московским Патриархатом и РПЦЗ и вошёл в состав членов «Временного Высшего Церковного Управления Русской православной церкви заграницей» (ВВЦУ РПЦЗ), основанного епископом Агафангелом (Пашковским).
10 июля 2007 года в Свято-Троицком храме в Астории принял участие в собрании представителей приходов РПЦЗ, не принявших Акта о каноническом общении, на котором произошло окончательное административное оформление РПЦЗ(А).
На прошедшем 6-7 декабря 2007 года заседании ВВЦУ РПЦЗ(А) в связи с намеченным созывом «V Всезарубежного Собора» избран членом предсобрной комиссии а также членом богослужебно-канонической подкомиссии.
На пастырском совещании Одесской и Таврической епархии был избран кандидатом на рукоположение в епископский сан, что было утверждено на заседании ВВЦУ РПЦЗ(А), прошедшего 13-15 мая 2008 года в Ричмонд-Хилл, штат Нью-Йорк. Там же введён в состав ВВЦУ РПЦЗ(А) в должности секретаря с правом голоса.
17 мая 2008 года в храме преподобного Сергия Радонежского на Толстовской ферме в Валлей Коттедж после Всенощного бдения состоялось его наречение во епископа Болградского, викария Одесской епархии.
18 мая 2008 года в Свято-Троицком храме в Астории в Нью-Йорке епископ Таврический и Одесский Агафангел (Пашковский), епископ Оттавский и Северо-Американский Андроник (Котляров) и епископ Санкт-Петербургский и Северо-Русский Софроний (Мусиенко) совершили хиротонию игумена Георгия в сан епископа Болградского, викария Одесской епархии.
19 ноября 2008 года на «V пятом всезарубежном соборе» РПЦЗ(А) стал членом созданного тогда же Архиерейского Синода РПЦЗ(А) и занимает должность секретаря Синода. В тот же день назначен Правящим епископом Болградской епархии с титулом Болградский и Белгород-Днестровский.
20 мая 2009 года решением «Совместного собрания российских преосвященных, членов Высшего церковного совета и духовенства Центрально-российского административного округа РПЦЗ» назначен председателем новообразованной «Богословской комиссии при Архиерейском Синоде»
В Рождественском и Пасхальном посланиях Георгия (Кравченко) за 2011 год редакцией портала «Анти-Раскол» был обнаружен плагиат.
10 ноября 2011 годы решением Архиерейского собора РПЦЗ (Аг) был избран управляющим Кишиневско-Молдавской епархией. 23 мая 2012 года решением Синода возведён в сан архиепископа.
Та же ситуация с плагиатом повторилась и в его Рождественском и Пасхальном посланиях за 2012 год, причём в Рождесвенсоком послании не были скопированы у других авторов всего 5 слов. Сам Георгий (Кравченко) отреагировал на эти разоблачения, разместив на сайте portal-credo.ru сообщение, в котором отстаивал своё право присваивать себе чужие тексты догматического содержания.
8 июля 2025 года получил бронь от службы в ВСУ, став первым представителем РПЦЗ(А), официально освобождённым украинским государством от армейской службы в военное время.